# Карташов, Александр Юрьевич
Александр Юрьевич Карташов (род. 1957, Светлоград, Ставропольский край, РСФСР, СССР) — советский и российский судья. Председатель Тверского областного суда (2009—2021). Председатель Липецкого областного суда (с 2021).

## Биография
Родился в 1957 году в Ставропольском крае в городе Светлоград. Обучался в Саратовском юридическом институте имени Д. И. Курского, который и закончил в 1982 году. В том же году был назначен судьёй Островского городского народного суда. В ноябре 1986 года перешёл работать в Ставропольский крайисполком старшим консультантом отдела юстиции. В июне 1987 года был назначен в Промышленный районный суд города Ставрополя, сначала судьёй, затем председателем суда. 17 февраля 1995 года был назначен судьёй Ставропольского краевого суда, 5 октября 1995 года — членом Президиума того же суда, был в этом суде председателем судебной коллегии, затем председателем судебного состава. 24 апреля 2009 года был назначен председателем Тверского областного суда сроком на шесть лет, 21 ноября 2015 года был переназначен ещё на шесть лет. 8 ноября 2021 года был назначен председателем Липецкого областного суда до достижения предельного возраста пребывания в должности судьи.

## Оценки деятельности
По информации, предоставленной управлением Судебного департамента при Верховном суде Российской Федерации в Тверской области, А. Карташов за более чем 11 лет работы председателем Тверского областного суда внёс серьёзный вклад в повышение эффективности и авторитета судебной системы региона, его активной работе была дана высокая оценка.
Как пишет газета «Вся Тверь», при Карташове судейский корпус региона заметно помолодел, получило практику проведение разного уровня судейских совещаний и конференций, стало более активным взаимодействие судебной системы региона со средствами массовой информации, была проведена оптимизация городских и районных судов с созданием межрайонных, все судебные коллегии областного суда воссоединились, съехавшись в одно новое здание.

## Награды, премии, звания
- Кандидат юридических наук[1].
- Первый квалификационный класс судьи[1].
- 2014 — Почётный работник судебной системы[1][7][8].
- 11 июля 2021 — Медаль ордена «За заслуги перед Отечеством» II степени — за заслуги в укреплении законности, защите прав и интересов граждан, многолетнюю добросовестную работу[1][7][8].
- 14 июля 2021 — Премия «Судья года 2020»[1][9].
- 2022 — Ведомственная медаль «За трудовую доблесть»[10] — по случаю 40-летия работы в судебной системе[11].

## Сведения о доходах
В 2013 году доход Карташова составил около 2 миллионов 691 тысячи рублей, доход его супруги — около 1 миллиона 520 тысяч рублей. В их совместной собственности находились автомобиль Lexus RX 350, жилой дом площадью 250 м2 и земельный участок для индивидуального жилищного строительства.
В 2014 году доход Карташова составил 2 945 400,48 рубля, доход его супруги — 1 258 646,65 рубля. В их совместной собственности находились автомобиль Lexus RX 350, жилой дом площадью 250 м2 и земельный участок.
В 2017 году доход Карташова составил 3 563 996 рублей, в его пользовании находились квартира площадью 164,7 м2 и машиноместо площадью 15,1 м2. Доход его супруги составил 1 364 539 рублей, в её совместной собственности находились автомобиль Lexus RX 200 Т, жилой дом площадью 250 м2 и земельный участок площадью 1500 м2. Ранее эти земельный участок и жилой дом декларировались как совместная собственность супругов, но с декларации 2017 года перестали указываться как находящиеся в совместной собственности Карташова.
В 2018 году доход Карташова составил около 3 миллионов 872 тысяч рублей, в его пользовании находились квартира площадью 164 м2 и гараж площадью 15 м2. Доход его супруги составил около 1 миллиона 370 тысяч рублей, в её собственности находились автомобиль Lexus RX 200 Т и земельный участок для индивидуального жилищного строительства площадью 1500 м2
В 2020 году доход Карташова составил 4 461 004 рубля, в его пользовании находилась квартира площадью 164,7 м2 и машиноместо площадью 15,1 м2. Доход его супруги составил 1 438 716 рублей, в собственности у неё находился автомобиль Lexus RX 200Т, в общей совместной собственности — жилой дом площадью 150 м2 и участок под индивидуальное жилищное строительство площадью 1500 м2.